# Crazy Taxi
Crazy Taxi – komputerowa gra zręcznościowa, pierwotnie wyprodukowana przez japońskie studio Hitmaker na automaty i konsolę Dreamcast. Gra została wydana pierwotnie w 1999 roku na automaty.

## Rozgrywka
Gracz wciela się w rolę taksówkarza, ma do wyboru cztery postacie dysponujące odmiennymi samochodami i preferujące inny styl jazdy.

## Kontynuacja
W 2001 roku została wydana kontynuacja gry pt. Crazy Taxi 2.